# Бруггер, Курт
Курт Бруггер (нем. Kurt Brugger, 17 марта 1969, Брунико, Италия) — итальянский саночник, выступавший за сборную Италии с 1987 по 2003 год. Принимал участие в четырёх зимних Олимпийских играх, выиграв золотую медаль игр 1994 года в Лиллехаммере. Наиболее известен парными заездами совместно с Вильфридом Хубером.
Курт Бруггер является обладателем трёх медалей чемпионатов мира, в его послужном списке одна серебряная награда (1990) и две бронзовые (1993, 1995) — все три в парных мужских заездах. Трижды спортсмен становился призёром чемпионатов Европы, один раз был первым (смешанные команды: 1994) и дважды вторым (парные заезды: 1992, 1994). В общем зачёте Кубка мира четыре раза поднимался до второй позиции, наиболее успешными в этом плане для него оказались сезоны 1989—1990, 1992—1993, 1994—1995 и 1997—1998.